# Józsa Dávid (pilóta)
Józsa Dávid (1976 –) magyar világbajnok vitorlázórepülő, az Albatrosz Repülő Egyesület szakosztályvezetője.

## Családja
Szülei 1975-ben költöztek Pápa mellől Székesfehérvárra.

## Életrajz
1976-ban született. A sportrepülést 16 éves korában kezdte el Dunaújvárosban. 2016-ban a matkópusztai repülőtéren megrendezésre került vitorlázó műrepülő világbajnokságon 2 arany- és 1 ezüstérmet szerzett.